# دیسمانیتسا
دیسمانیتسا (به بلغاری: Dismanitsa) یک منطقهٔ مسکونی در بلغارستان است که در سولیوو واقع شده‌است.